# Ko Arnoldi
Heiko Eltjo (Ko) Arnoldi (Groningen, 1 januari 1883 - Amsterdam, 14 juni 1964) was een Nederlands acteur, toneelspeler, -regisseur en -leider en vertaler.

## Biografie

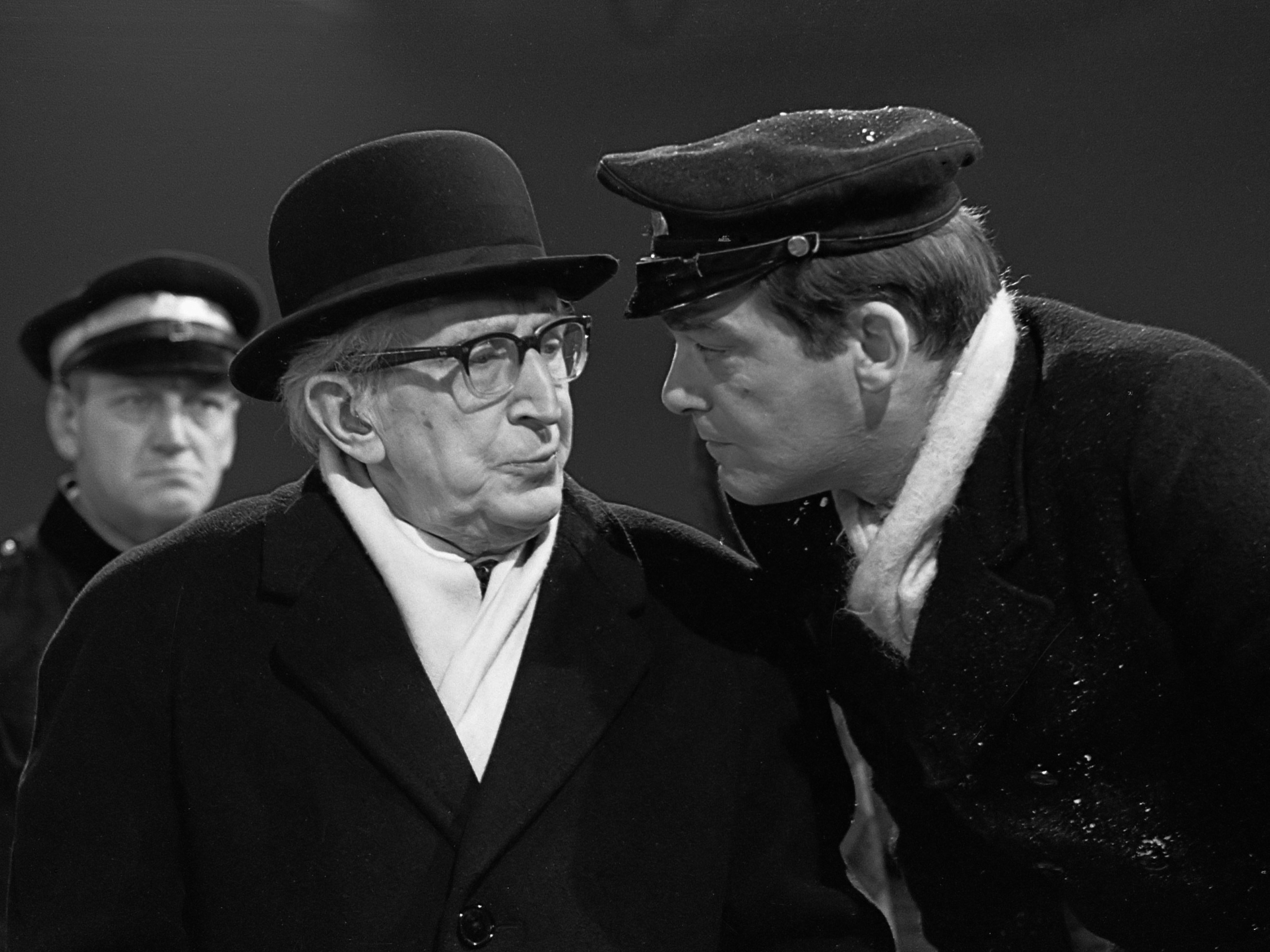
Ko Arnoldi en Jan Blaaser (1963)

Na diverse rollen gespeeld te hebben, richtte Ko Arnoldi in 1933 samen met Jan Musch en Else Mauhs het theatergezelschap Het Masker op. Hier vertaalde hij ook zijn eerste stukken uit het Frans en Italiaans. Vanaf de jaren veertig was Arnoldi verbonden aan de Rotterdamse Volksuniversiteit, waar hij de toneellessen verzorgde.
In 1947 richtte Ko Arnoldi het Rotterdams Toneel op, een toneelgezelschap waar onder meer Hans Boswinkel en John Leddy bij aangesloten waren. Ko van Dijk sr. kreeg bij dit gezelschap grote rollen toebedeeld door Arnoldi, en is er bekend geworden bij het grote publiek. Naast toneel was Arnoldi met name in de laatste jaren van zijn leven, vaker te zien in films, op de televisie en was hij te beluisteren in verschillende hoorspelen. In 1949 werd hij benoemd tot Officier in de Orde van Oranje Nassau.
Ko Arnoldi overleed in 1964 op 81-jarige leeftijd en werd begraven op begraafplaats de Nieuwe Ooster in Amsterdam. Eva Mendlik (1928) ontwierp een beeld van Ko Arnoldi, dat in de Rotterdamse Schouwburg staat.
Arnoldi was getrouwd met actrice Lize Servaes (1880-1966).

## Filmografie
- Morgen gaat 't beter! (1939)
- Voor donderdagavond twaalf uur Mylord (1957)
- De zaak van de kern (1961)
- Als twee druppels water (1963)

## Hoorspelen
- Het is waar, maar geloof het niet (1956)
- De man van Thermopylae (1959)
- Reis op de plaats (1960)[4]